# خالد بن فايزة
خالد بن فايزة رسام تونس درس تعليمه الابتدائي والثانوي بضاحية المرسى واتجه عام 1985 إلى أوروبا لاستكمال دراسته، وعاد إلى تونس عام 1993. قام بأول معرض له في نوفمبر 1998 بفضاء قرطاج حنبعل والثاني في أفريل 1999 بدار الثقافة بالمرسى كما شارك في العديد من المعارض الجماعية. يتميز رسمه باللجوء إلى التجريد من خلال أسلوب الزخارف العربية المعروفة باسم الأرابسك.

## وصلة خارجية
موقع الرسام خالد بن فايزة